# Nyolcosztatú virágállatok

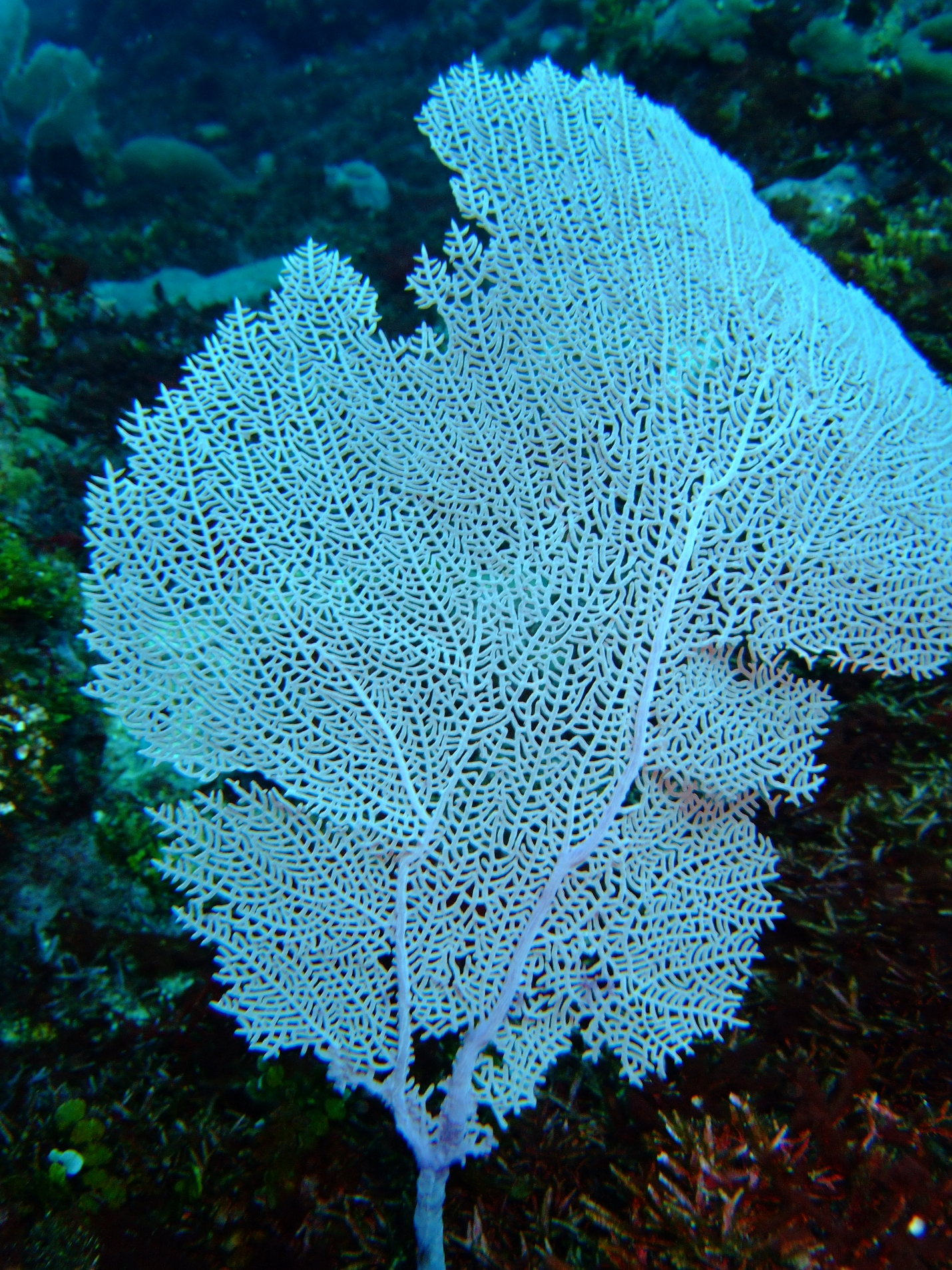
A Gorgoniidae családba tartozó korall a Vörös-tengerben

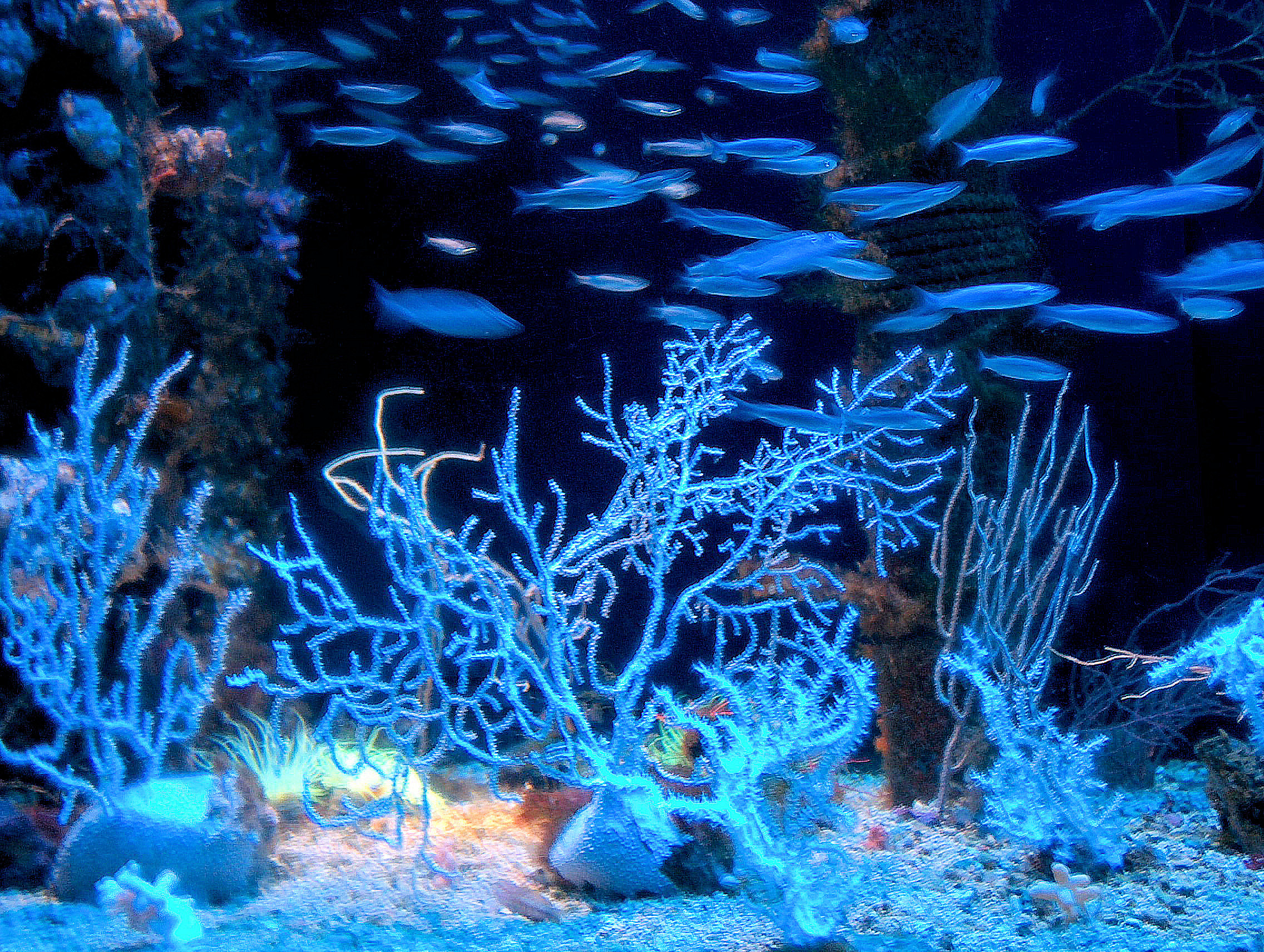
Eunicella singularis szarukorall

A nyolcosztatú virágállatok (Alcyonaria, régebben Octocorallia) a csalánozók (Cnidaria) törzsébe sorolt virágállatok (korallok, Anthozoa) osztályának egyik alosztálya mintegy kétezerötszáz leírt fajjal (ez a virágállatok fajainak közelítőleg egyharmada).
A virágállat név arra utal, hogy ezek a helytülő (szesszilis) állatok gyakran élénk színűek, és a szájnyílásukat körülvevő tapogatókoszorú virágszirmokra emlékeztet.

## Származásuk, elterjedésük
Valamennyi fajuk tengeri; jellemzően melegtengeri. Gyakoriságuk a trópusoktól a sarkkörök felé közeledve csökken. Brakkvizekben még előfordulnak, de édesvízbe egyetlen fajuk se települt át.

## Megjelenésük, felépítésük
A legtöbb faj közös jellemzője, hogy az űrbelüket nyolc válaszfal (szeptum) tagolja. Ugyancsak nyolc tapogatójuk van, és ezek mindig cimpások.
Nagy ivarsejteik feltűnően kiállnak a válaszfalak síkjából, és nyeles fürtökként csüngenek a gasztrális üregbe.
A vázképző fajok vázukat egészen sajátos módon alakítják ki: a külső hámréteg (ektoderma) sejtjei beszivárognak az ektoderma és az entoderma közét kitöltő mezogloeába, és ott a szaruhoz hasonló anyagot vagy meszet választanak ki. A mész 0,01–10 mm hosszú tűk (szkleritek) formájában kristályosodik. Ezek vagy szabadon állnak a mezogloeában, vagy összenőnek egymással, és így összefüggő, szilárd struktúrát hoznak létre. A szilárd vázú fajok a korallszirtek felépítésében is részt vesznek.
Egyes taxonjaikat talpkorong rögzíti az aljzathoz, mások belefúródva stabilizálják helyzetüket. Csalánszerveik kicsinyek, az emberre teljesen ártalmatlanok, ezért nyugodtan megfoghatók, kézbe vehetők.

## Életmódjuk, élőhelyük
A fajok elsöprő többsége helytülő-szűrögető életet él. Szinte mindig telepesek, a legnagyobb telepek akár 3 m magasak is lehetnek. Formájuk igen változatos: lehetnek húsos-lebenyes jellegű képződmények, ág-, illetve tollszerű alakzatok vagy legyezőszerűek. A telepekben az egyes egyedek űrbelei összeköttetésben állnak egymással.

## Rendszertani felosztásuk
Rendszertani felosztásuk nem egyértelmű. Az általunk megadott rend nagyjából a WoRMS rendszerének 2016. szeptember 18-i állapotát követi. Eszerint az alosztályt három rendre tagolják:
- szarukorallok (Alcyonacea) rend 6 alrenddel, 3 alrendbe nem sorolt családdal és egy besorolatlan nemmel,
- Helioporacea rend 2 családdal,
- tengeritollak (Pennatulacea) rend 2 alrenddel, valamint 5 recens és egy kihalt, alrendbe nem sorolt családdal.